# 辛灏年
辛灝年（1947年11月2日—），本名高爾品，籍貫安徽巢縣，出生於南京，現旅居美國。原為作家，曾任中華人民共和國安徽省青聯副主席。1994年赴美国，專研中國近現代史，更名「辛灝年」，谐音「辛亥年」。1999年，出版代表作《谁是新中国》，并于各地巡回讲演。他是旅美學者中親中華民國派的代表人物，主張三民主义及中華民國光復大陸，並參與創建大中華民國光復會。

## 生平

### 早年經歷
1947年，辛灝年生於南京。10歲時父親高錫福被劃為右派，只能於勞改農場見到父親。
1964年，辛灝年考取蕪湖第一中學。他本以為僅自己及一地主之兒子「成分」不好，故需要寫「思想匯報」，後來發現全班39人中35人都「出身不好」。1966年，班內數人組織「敢死團」批鬥老師，他未參與，其後全班被團支書強迫「長征」至北京，目睹中國共產黨早期領袖彭湃的母親被紅衛兵打伤。
畢業後，辛灝年在蕪湖农村插队落户。1968年，通過蕪湖市代課教師考試，任環城西路小學的數學兼體育教師。1976年开始發表長篇小說，先后成为中学老师、教育局干部以及县文化局创作员，1980年赴中央文學講習所學習。
1982年加入中国作家协会，并担任安徽省文联的专业作家。1983年，辛灝年當選全国青联委员，並開始研究晚清歷史與辛亥革命。1984年春，王蒙與杜潤生在中國大陸文化部主持召開作家協會會議，希望作家以文學的方式宣傳中共1984年1號文件，辛灝年不發言。王蒙追問，辛灝年答與法國亨利四世之改革無異，王蒙不悅，杜潤生反而邀灝年赴中央農村研究室工作，辛灝年拒絕。此後，辛灝年開始撰寫長篇小說《八十年代紀事》三部曲，諷喻中國大陸真正的自由市場經濟無法形成及貧富分化。
1985年，中共為統戰台灣，改變過去「國民黨不抗日」的宣傳為「中共是抗日的中流砥柱」，並製作了電影《血戰台兒莊》，中國大陸興起國民黨抗戰研究，辛灝年亦深受觸動。1987年，辛灝年完成《八十年代紀事》三部曲的第三部，肯定辛亥革命，反對毛澤東「辛亥革命是一場失敗的革命」的論點。1986年于武漢大學中文系之作家班進修两年。
1988年，當選安徽省第七届人民代表大会常委。1989年春，辛灝年見3名學生跪於人民大會堂前請求李鵬接見，認為這與真正的民主精神相去甚遠，遂未參與。但六四天安门事件當日，他在安徽合肥七度領隊上街遊行，並決心寫一部真實的中國現代史。
1991年，被陸教育部評定為「文學創作一級作家」（相當於教授級別），並於1994年被南開大學聘為教授。

### 離開中國大陸
1994年3月，辛灝年未赴南開即前往加拿大多倫多大學做訪問學者，將在大陸所做的祕密研究帶到海外，辭去所有社會職務和榮譽頭銜。秋，發表「中國新文學史」系列演講。年底应《联合报系》邀请，赴台灣访问研究。

1995年夏，應美國哥倫比亞大學東亞研究所黎安友教授邀請赴紐約，擔任訪問學者。1996年2月經哥倫比亞大學校長特批，獲聘歷史學博士後研究員，1997年至1999年再度擔任哥倫比亞大學訪問學者，期間完成現代史專著《誰是新中國》，此外，還「重讀馬克思、列寧著作與西方哲學史」。經常受《世界日報》及《紐約通訊》創辦人、紐約地區三民主義統一中國大同盟負責人李勇的邀請，在美國僑界發表演講。

1997年10月11日，在纽约由中国大陆学者和留学生发起并主办的“辛亥革命纪念大会”上，金尧如拥抱着主讲人辛灏年流泪，这位有着近60年党龄的中共老干部、前香港《文汇报》总编辑痛言：“我少年时相信共产主义，那是患的少年幻想症；如果我今天还相信共产主义，那就患的是老年痴呆症了。”
2001年中華民國國慶日，創辦歷史刊物《黃花崗》及中国现代史研究所，並任《黃花崗》主編。中華民國國軍周祥於病榻授予辛灝年50万美金，當眾稱：「你想怎么用就怎么用……」，次年周祥逝。

2005年，《光明日報》發表30萬字的《为新中国辩——辛灏年及其〈谁是新中国〉批判》，批評辛灝年為“美帝国主义的走狗”、“蒋介石国民党反动派的喪家之犬”、「靠傷痕文學起家的浪蕩子」、「中國知識分子的敗類」，稱「毛澤東是中國人民的大救星」、「資產階級不會給無產階級民主」、「歷史證明共產黨無法否定」、「绝不容许辛灏年这样的人继续存在于世界之上」。同年，辛灝年在倫敦政治經濟學院、牛津大學與劍橋大學發表「驱除马列，恢复中华民族的民族精神」系列演講。

2012年，應邀前往不列顛哥倫比亞大學發表演講，自稱因這次演講「險遭北京驻温哥华总领馆綁架，幸得朋友營救」，且「遭遇公然威脅與投毒」。

2014年10月，宣布中国现代史研究所改組更名為光复民国（大陆）工作委员会。11月出版《最后的侮辱》，批駁中國大陸對《蔣中正日記》斷章取義。

2015年，經李勇與時任中華民國總統馬英九商討，曾長期被中華民國政府冷待的辛灝年終於獲邀發表演講。他在中華民國立法院研討會發表「大陸變局與兩岸選擇」演講，在國立台灣大學發表「兩個中國與台灣命運」演講，在國立台灣師範大學發表「民國命運與台灣前途」演講，此前他已在世界各地做了250多場演講。
2018年5月，與親中華民國人士於紐約成立大中華民國光復會。

## 相關評論與觀點

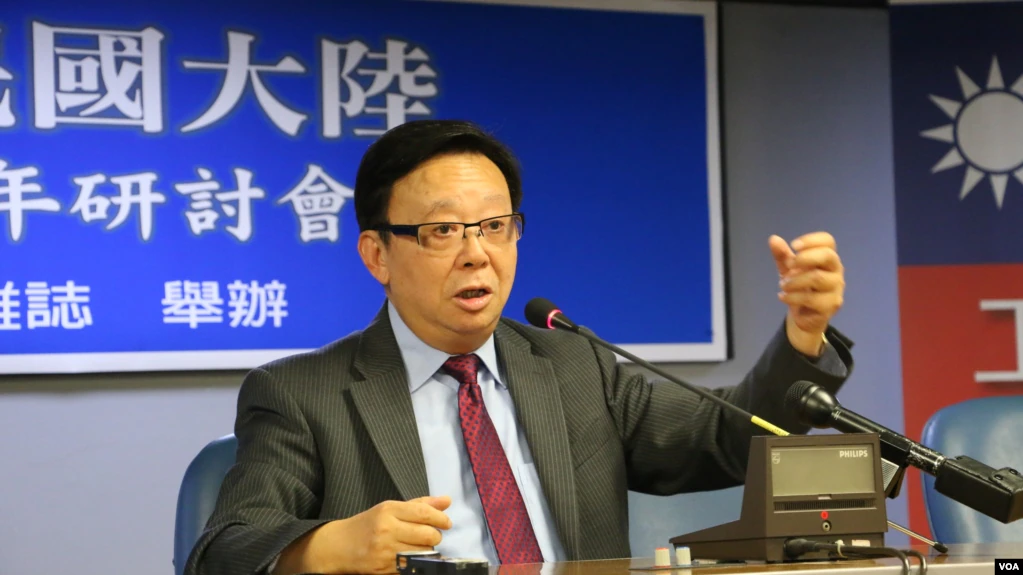
“纪念国军抗战，光复民国大陆——纪念抗日战争胜利七十周年”国际研讨会，2015年8月31日至9月2日在台北举行

### 認為馬克思主義是空想
辛灝年在其專著《誰是新中國》中，認為要求绝对平等的理想，是传统农业社会的一个永恒空想。馬克思主義來自於法國空想社會主義，二者之區別在於聖·西門、傅立葉希望以和平的方式進入社會主義，而馬克思則強調只有階級鬥爭和暴力革命才能獲得徹底解放，同時只有通過革命專政才能實現共產主義。他認為歷史證明，列寧、史達林、毛澤東等以革命暴力和專政建立的，對於人民來說是史無前例的人間地獄。

### 對中國共產黨的批評
辛灝年認為，毛泽东利用痞子革命、杀人劫财，具备传统农民造反的暴民运动性质，中共革命成功是一场倒退的专制复辟。他認為中共專制的民族政策誘發了內蒙與西藏叛亂，為境內民族問題的爆發，埋下了巨大的歷史性危機。
辛灏年称，是斯大林领导的中国共产党破坏国民革命、制造国共冲突。。因1923年11月26日“孙文越飞上海宣言”提出联俄的前提条件是“共产组织甚至苏维埃制度，均不得引进于中国，苏联不得鼓动外蒙古独立，苏联不得在外蒙古驻军”，容共的条件是“共产党员参加国民党，参加国民革命，必须服膺三民主义，服从国民党的纲领”。但共产党在吴廷康、鲍罗廷传达的指示下分裂国民党为左、中、右三派，表面上拥护三民主义，暗中攻击三民主义。孙中山从来只有一个主张“民族、民权和民生”的三民主义，“没有所谓新旧之分、真假之分、革命的不革命的之分，资产阶级和无产阶级之分”。但孙中山逝世后，中共伪造“新三民主义”，篡夺革命和历史的话语权。
辛灏年声称：当今，任何改良和改革都救不了中国，唯有遵照孙中山的革命思想，以革命手段推翻专制政权，才能迎来一个新中国。

### 评价国民党和九二共识
2005年8月，辛灏年在美国达拉斯和休斯顿纪念抗战60年讲演上称抗日战争为“大中华民国的卫国战争”。称国民政府“安内攘外”政策是在面临日军侵犯和共产党在苏联指使下发动武装暴动的双重夹击下而不得不求“内安”。九一八事变时的不抵抗命令实际上是张学良下达的。
2015年9月5日，辛灝年在中華民國立法院演講，表示連習會與連戰前往觀看九三大閱兵的行為是「幫助共產黨撒謊」，並表示：「這幾年國共兩黨走得太近應修正」。 
2017年5月18日，辛灝年表示九二共識是「一個編造出來的共識，就是一種政治強迫，是專制主義在對待台灣問題上的一種強盜式的表現」。

## 著作

### 理论专著
- 《谁是新中国：中國現代史辨》，美國藍天出版社，1999
- 《论天京之变》，湖南人民出版社，1984，被评为优秀历史论著
- 《论冻土》等早期文学、美学、历史论文20篇
- 《中华民国编年史纲（1911－1949）》，初稿，在中国大陆被拒绝出版
- 《一國兩制與美國內戰》，美國藍天出版社，2010
- 《最後的侮辱-中共閱讀「蔣介石日記」文章點評》 （页面存档备份，存于），臺灣博大國際股份有限公司，2014
- 《中國命運與臺灣前途：辛灝年講演錄 （页面存档备份，存于）》，博大出版社，2015年9月

### 中、短篇小说集
- 《青春兮，归来》，花城出版社，广州，1983
- 《台湾女人》，上海《萌芽丛书》，重庆出版社，1984
- 《大宾馆之夜》，工人出版社，北京，1985
- 《细胞闲传》，原載《安徽文學》1980年第10期 《小說選刊》1981年元月創刊號
- 《南边的事情》，大型文学双月刊《当代作家》杂志1992年第2期，长江文艺出版社出版

### 长篇小说
- 《足球场上》，安徽人民出版社，合肥，1976
- 《痴汉和他的女人》，人民文学出版社出版，《当代》发表，北京，1987
- 《都市的女儿》，人民文学出版社出版，北京。上海《小说界》发表，1988
- 《少夫人达琳》，人民文学出版社出版，北京，1989
- 《华人圈》，长江文艺出版社出版，武汉，1993。《当代作家》发表，武汉，1992